# Andreas von Rétyi
Andreas von Rétyi (* 1963 in München) ist ein Autor parawissenschaftlicher Bücher mit dem Schwerpunkt Ufologie und das Übernatürliche. Er wird als Verschwörungstheoretiker eingeordnet.

## Leben
Rétyi erkrankte im Alter von 7 Jahren an Knochenkrebs und überlebte. Seine Heilung führt er selbst auf die Behandlung mit einem Naturheilverfahren zurück.
Laut eigenen Angaben war er zunächst Chefredakteur der österreichischen Astronomiezeitschrift Star Observer, spezialisierte sich dann aber zunehmend auf „Grenzphänomene und militärische Geheimprojekte“, wie z. B. Area 51. Zudem ist er seit einigen Jahren der ehrenamtliche Leiter einer Volkssternwarte in Coburg. 

## Themen
Neben Ufologie, Astronomie und Krebsheilung schreibt er über Geheimbünde wie die Illuminaten und verbreitet Verschwörungstheorien zum 11. September 2001. Die meisten seiner Texte sind im Kopp Verlag erschienen, der für seine pseudowissenschaftliche und verschwörungstheoretische Ausrichtung bekannt ist. Für dessen Online-Portal verfasst er regelmäßig Beiträge.
Rétyi ist Verfasser eines Buches über George Soros. Darin schreibt er, dass Soros einen geheimen Plan verfolge, durch die Ansiedlung von Flüchtlingen Europa zu destabilisieren und gleichzeitig ein Netz von Schattenregierungen aufzubauen. Soros’ Ziel sei es, aus Instabilität finanziellen Gewinn zu schlagen. Viktor Orbáns Fidesz-Partei plante im November 2017 dieses Buch an 5000 Parlamentsabgeordnete und Aktivisten zu verteilen. Die Fidesz-Partei beschuldigt Soros, Millionen von Migranten in Europa ansiedeln zu wollen, um die „nationale und christliche Identität“ der europäischen Länder zu eliminieren. Zudem ist ihr Soros’ Unterstützung für ungarische Regierungskritiker ein Dorn im Auge.

## Veröffentlichungen (Auswahl)
- Unzensiert 2012. Was die Massenmedien Ihnen 2011 verschwiegen haben. Kopp, Rottenburg; Auflage: 1., Auflage (29. Dezember 2011), ISBN 3864450225.
- Handbuch der Krebsheilung. Kopp 2005, ISBN 3-938516-16-X.
- Geheimakte Gizeh-Plateau. Rätsel unter dem Sand. Kopp 2005, ISBN 3-938516-13-5.
- Streng geheim. Area 51 und die „Schwarze Welt“: Geheime Experimente, unterirdische Anlagen, verborgene Sperrzonen. Weltbild 2003, ISBN 3-8289-3425-0.
- Kerngesund nach Krebs. Ich habe niemals aufgegeben. Kösel 2001, ISBN 978-3466344451.
- Die UFO-Connection: Was verheimlichen uns Regierungen, Wissenschaft und Militärs? Econ-Taschenbuch-Verlag 1998, ISBN 3-612-26306-4.
- Das Alien-Imperium: Ufo-Geheimnisse der USA. Ullstein 1997, ISBN 3-548-35688-5.
- Wir sind nicht allein! Signale aus dem All. Ullstein 1995, ISBN 3-548-35529-3.
- Gefahr aus dem All. Die Erde im Visier. Franckh-Kosmos 1992, ISBN 3-440-06501-4.
- Jupiter und Saturn. Ergebnisse der Planetenforschung. Franckh-Kosmos 1985, ISBN 3-440-05491-8.